# Jitte (album)
Jitte – pierwszy album polskiego zespołu jazowego Tymański Yass Ensemble. Płyta została wydana w 2004 roku przez Tone Industria; 9 listopada 2007 roku ukazała się reedycja płyty wydana nakładem Biodro Records. Album otrzymał nową szatę graficzną autorstwa Macia Morettiego (Mitch & Mitch, Starzy Singers). W 2007 roku płytę wydała też wytwórnia Sopot Records z Bremy.
Tytuł płyty pochodzi od formy w karate shōtōkan i oznacza "dziesięć rąk". Utwór "Elegy for Lester B." jest hołdem dla zmarłego w 1999 roku Lestera Bowiego.

## Lista utworów
1. "Kosma, my love" – 2:30
2. "N400" – 5:49
3. "Elegy for Lester B." – 7:36
4. "Summer in Tricity" – 6:08
5. "Fullerens & nanopipes" – 6:49
6. "Ontothread" – 6:30
7. "Jitte" – 6:10
8. "Katzenjammin" – 1:10
9. "Dependence day" – 4:27

## Twórcy
Płytę nagrał zespół w składzie:
- Antoni Ziut Gralak (Tie Break, Graal, YeShe) – trąbka, tuba
- Marcin Ślusarczyk – saksofon altowy i barytonowy
- Ryszard Tymon Tymański – gitara
- Wojciech Mazolewski (Pink Freud) – gitara basowa
- Arkadiusz Skolik – bębny

Nagrano w Biodro Studios, Gdańsk (luty-kwiecień 2004)
- Inżynier dźwięku: Marcin Gałązka
- mixdown: Piotr Pawlak & Tymon Tymański
- mastering: Piotr Pawlak